# Gerónimo del Campo
Gerónimo Víctor del Campo Lenguas (San Lorenzo de El Escorial, 30 settembre 1902 – 9 agosto 1967) è stato un calciatore spagnolo, di ruolo attaccante.

## Carriera

### Club
Giocò tutta la carriera per il Real Madrid.

### Nazionale
Fu convocato per le Olimpiadi del 1924.